# Clavus coffea
Clavus coffea é uma espécie de gastrópode do gênero Clavus, pertencente a família Drilliidae.